# Кафедральный собор Асунсьона
Столичный кафедральный собор Асунсьона — главный католический храм Асунсьона. Расположен в баррио Катедраль, историческом центре столицы Парагвая. Относится к Архиепархии Асунсьона — старейшей епархии стран Южного конуса, выделенной из Архиепархии Куско в 1547 году.
Храм неоднократно перестраивался; современная постройка относится к периоду правительства президента Карлоса Антонио Лопеса, она была открыта в 1845 году. Кафедральный собор посвящён Успению Пресвятой Богородицы, покровительнице Асунсьона (чьё название с испанского переводится как «Вознесение»).

## История

### Ранние варианты
Самая первая деревянно-глиняная церковь Асунсьона была построена в 1539 году и называлась «Ла Энкарнасьон» (то есть «Боговоплощение»). Она сгорела, как и почти весь город, при пожаре 4 февраля 1543 года.
Губернатор Парагвая Альвар Нуньес Кабеса де Вака приказал восстановить церковь возле оврага, сделав её больше предыдущей. «Большая церковь Асунсьона» стала первым храмом в регионе Рио-де-ла-Плата, собор был открыт 10 января 1548 года.
Спустя более чем столетие епископ Парагвая повелел построить новое здание храма, на более высоком месте — именно здесь находится современный собор. Рамон Гутьеррес в своей книге «Городская и архитектурная эволюция Парагвая» (Evolución Urbanística y Arquitectónica del Paraguay) разъясняет, что этот перенос произошёл из-за частых наводнений, изменивших профиль оврага. Процесс переезда в новый собор начался 8 февраля 1687 года, через пять месяцев после смерти епископа Фаустино де Касаса. Официально собор возобновил работу 30 ноября 1689 года.

### Современный храм
В 1841 году, после того, как страну возглавила пара консулов Карлос Антонио Лопес и Мариано Роке Алонсо, было решено снова снести старый собор, у которого не было даже колокольни, и построить на его месте более современный «Главный кафедральный собор Парагвая».
Новый храм спроектировал военный архитектор Паскуаль Урдапильета, который также занимался реконструкцией культурного центра республики. Строительство началось в мае 1842 года, проекту помогало несколько архитекторов — итальянец Карло Зукки, а также Патрисио Акино и Тома́с Берхе́с. 27 октября 1845 года новый собор был освящён — даже несмотря на то, что отделочные работы ещё не были завершены. Этот обряд совершил генерал-викарий Педро Хосе Морено, поскольку из-за болезни этого не смог сделать епископ Басилио Лопес. Кафедральный собор построен в стиле неоклассицизма.
11 июля 2015 года нынешний понтифик католической церкви папа Франциск совершил мессу в кафедральном соборе Асунсьона.